# Eupithecia cootenaiata
Eupithecia cootenaiata är en fjärilsart som beskrevs av Dyar 1904. Eupithecia cootenaiata ingår i släktet Eupithecia och familjen mätare. Inga underarter finns listade i Catalogue of Life.